# Пий V
Папа Пий V (на латински: Pius PP. V), или Антонио Микеле Гизлиери (на италиански: Antonio Michele Ghislieri) служи като римски папа от 7 януари 1566 г. до смъртта си на 1 май 1572 г. Той е канонизиран от Римокатолическата църква на 24 май 1712 от папа Климент XI.

## Биография
Антонио Гизлиери е роден на 17 януари 1504 г. в бедно семейство в италианския град Боско Маренго. На 14-годишна възраст Гизлиери става член на Доминиканския католически монашески орден. Той е ръкоположен за като свещеник в Генуа, Италия през 1528 г.

## Галерия
- Папа Пий V
- Погребението на Пий V в римската Санта Мария